# 王宗
王 宗（おう そう、? - 18年）は、前漢末から新にかけての人物で、新の皇帝王莽の孫。父は王宇。母は呂寛の妹。

## 略歴
王宗の父の王宇や母の兄である呂寛は元始3年（3年）に、当時権力を握る王莽の意向に逆らい、平帝の母である中山太后を長安に呼び入れようと企てて失敗し、王莽により自殺を命じられた。そのとき王宇の妻の呂氏は妊娠しており、王莽は出産を待ってから呂氏を殺した。
王宗は当初は王会宗という名であったが、王莽が二字名を禁じた時に王宗と改名した。
始建国元年（9年）に王莽が皇帝に即位すると、王宇の子6人は公に封じられ、王宗は功崇公となった。
天鳳5年（18年）、王宗は天子の衣服を身に着けた自画像を作り、自分が皇帝の後継者になるという意味の文面の印を作り、合浦に流罪となっていた呂寛の一族と密かに連絡を取っていたことが発覚し、取り調べられ、王宗は自殺した。
王莽は王宗の名を元の王会宗に戻し、功崇繆伯と諡して爵位を降格した。